# V632 Возничего
V632 Возничего (лат. V632 Aurigae) — двойная затменная переменная звезда типа Беты Лиры (EB) в созвездии Возничего на расстоянии (вычисленном из значения параллакса) приблизительно 31033 световых лет (около 9515 парсеков) от Солнца. Видимая звёздная величина звезды — от +17,25m до +15,95m. Орбитальный период — около 0,4652 суток (11,165 часов).

## Характеристики
Первый компонент — жёлтая звезда спектрального класса G. Эффективная температура — около 5175 K.
Второй компонент — жёлтая звезда спектрального класса G.